# Bohuslav Reynek

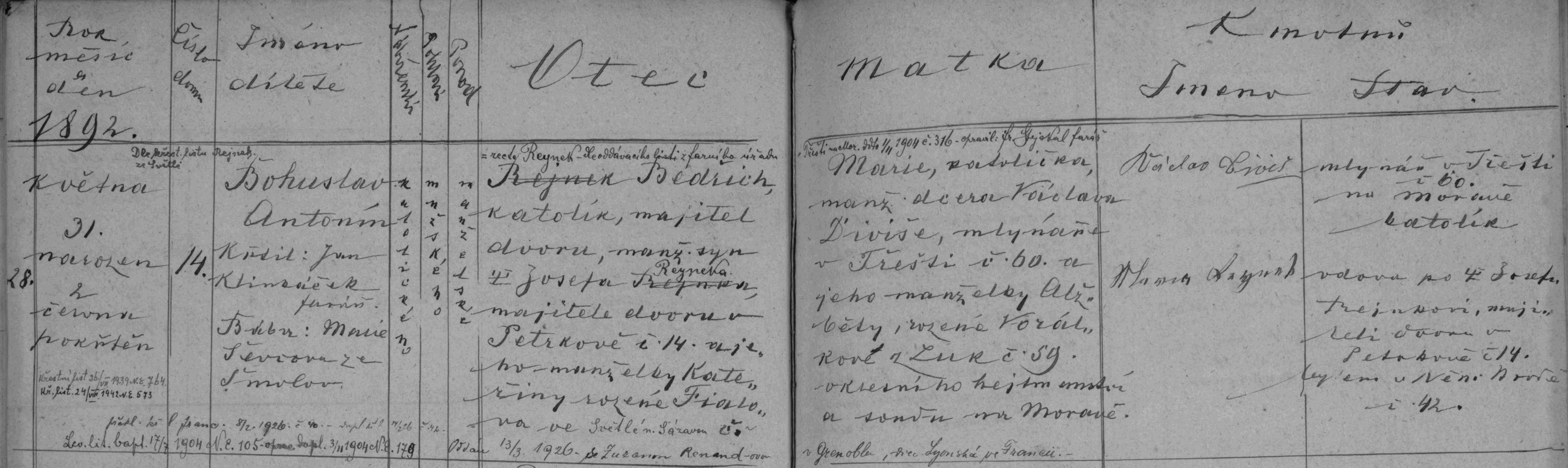
záznam o narození Bohuslava Reynka, matrika N Petrkov 1841–1901 farnost Svatý Kříž, SOA Zámrsk.

Bohuslav Reynek (31. května 1892 Petrkov – 28. září 1971 Petrkov) byl český básník, malíř, grafik a překladatel.

## Životopis
Narodil se v Petrkově u Havlíčkova Brodu (dříve Německý Brod) jako jediný syn statkáře Bedřicha Reynka a jeho manželky Marie, rozené Divišové. Po základní škole ve Svatém Kříži navštěvoval reálku v Jihlavě. Zde se začal ovlivněn svým profesorem Maxem Eislerem zajímat o literaturu a výtvarné umění. Po maturitě studoval (zřejmě na přání svého otce) zemědělství na C.K. Vysoké škole technické, studia však po několika týdnech nechal a vrátil se do Petrkova. Odtud podnikl svou první cestu do Francie. V této době také začal psát své první básně (později byly vydány ve sbírce Žízně).
V roce 1914 se seznámil s vydavatelem Josefem Florianem ze Staré Říše, se kterým spolupracoval až do konce jeho života. Svými překlady poezie i prózy, vlastními básněmi a grafikami velmi ovlivnil mnoho staroříšských edic, zejména edici Dobré dílo.
Roku 1923 odjel do Grenoblu, aby poznal autorku knihy Ta vie est là…, básnířku Suzanne Renaudovou, kterou si 13. března 1926 v Grenoblu vzal za manželku. Následujících deset let (1926–1936) žil s rodinou, manželkou a později také se dvěma syny, narozenými v letech 1928 a 1929, střídavě ve Francii a v Petrkově, kam se nastálo vrátil až po otcově smrti, aby se ujal správy statku.
Roku 1944 byli Reynkovi donuceni se vystěhovat ze statku. Po několika měsících hledání nového bydliště se celá rodina nastěhovala do Staré Říše k dětem J. Floriana, kde zůstala až do konce války. Roku 1945 se na statek vrátili, ale po komunistickém puči v roce 1948 byl Reynkův statek v Petrkově zestátněn a Reynek na něm poté pracoval jen jako zemědělský dělník až do roku 1957. (První roky se zcela uzavřel a ani neopouštěl dům.) V této době vzniká většina Reynkova grafického díla a dozrává také jeho osobitý básnický projev.
V průběhu šedesátých let se na Reynka znovu začíná obracet pozornost mnohých mladých umělců (např. Jiří Kolář, Ivan Diviš nebo Ivan Martin Jirous vulgo Magor či Věra Jirousová). V roce 1964, kdy ovdověl, směl poprvé po pětatřiceti letech znovu vystavovat. Na konci roku 1969 ještě stihl vydat jeden svazek své poezie (byly to sbírky Sníh na zápraží, Mráz v okně a Podzimní motýli). Svoji poslední básnickou sbírku Odlet vlaštovek už vydat nemohl – její sazba byla v rámci postupující normalizace rozmetána.
Pochován byl spolu s manželkou na hřbitově ve Svatém Kříži (obec je dnes součástí Havlíčkova Brodu).

## Dílo

### Básnické dílo
Reynkova poezie vycházela dlouho pouze v bibliofilských vydáních nebo časopisecky, prvního souborného vydání se dočkala až roku 1969.
Jeho první sbírky obsahující verše z let 1912–1918, Žízně a Smutek země, jsou ovlivněny symbolismem a impresionismem. Je pro ně typické idylické nazírání na svět a na přírodu. Nazírání na stvořený svět v této etapě je nejblíže pohledu sv. Františka z Assisi. Po první světové válce dochází k radikální proměně autorovy poetiky, která byla zapříčiněna rozpadem starého světa a jeho hodnot na straně jedné a setkáním se s německým expresionismem na straně druhé. Tento rozpad je v jeho tvorbě manifestován rozpadem verše. Na svět nazírá negativně, tématizuje lidskou hříšnost – hříšnost, jež kazí i samotnou přírodu. Velmi výrazné jsou apokalyptické motivy. Do této etapy patří sbírky Rybí šupiny, Had na sněhu a zčásti i Rty a zuby. S vydáním Setby samot (1936) přichází i nová poetika, setkáváme se s „novým“ autorem, jenž je již střízlivý v hodnocení věcí kolem sebe, u něhož již nenacházíme černobílý svět a který jasně rezignoval na vyhraněné hodnocení. Obecně bychom mohli říci, že vesměs nehodnotí, pouze popisuje vnímané reálie. Tato jeho poslední etapa tvorby je tou nejtěžší na interpretaci, a to z mnoha důvodů – tím hlavním je postupně sílící tendence k zašifrovávání používaných motivů, které v jeho dřívější tvorbě byly zcela jasně rozpoznatelné. Typické pro Reynkovu pozdní tvorbu je stálost poetiky, autor se v kontrastu se svými předchozími etapami tvorby téměř nevyvíjí, onen bouřlivý vývoj má již za sebou.
Ačkoliv autor prošel vskutku impozantním vývojem; najdeme v jeho tvorbě věci, které mu byly vlastní napříč celým jeho dílem. Jedná se zejména o zájem o přírodu a zvířata, čerpání z biblických příběhů, tematizování křesťanské víry, barokní motivy (nejsilnější jsou v Pietě), a zvláště hledání Boha.
- Žízně – sbírka básní, 1921
- Rybí šupiny – sbírka básní v próze, 1922
- Smutek země – sbírka básní 1924
- Had na sněhu – sbírka básní v próze, 1924
- Rty a zuby – sbírka básní, 1925
- Setba samot – sbírka básní, 1936
- Pieta – sbírka básní, 1940
- Podzimní motýli – sbírka básní, 1946
- Mráz v okně – sbírka básní, 1969
- Sníh na zápraží – sbírka básní, 1969
- Odlet vlaštovek – posmrtně vydaná sbírka básní (psáno 1969–71), prvně vyšla v exilu v Mnichově roku 1978

### Překladatelská práce
Významná byla i jeho překladatelská činnost. Překládal z francouzského a německého jazyka především díla francouzských katolických básníků (G. Bernanos, L. Bloy, J. Giono, F. Jammes, J. de La Fontaine, P. Verlaine, Ch. Péguy, P. Claudel aj.) a německých expresionistů. Od konce čtyřicátých let se soustředil na překlady básnických sbírek své ženy Suzanne Renaudové.
Význam jeho překladatelského úsilí spočívá zejména v tom, že jako velmi dobrý znalec francouzské a německé literatury přeložil do češtiny díla do té doby českému čtenáři neznámých autorů. Za jeho nejvýznamnější překladatelský čin se považuje přeložení veršů G. Trakla, které významně ovlivnily soudobou českou poezii (F. Halas, V. Závada, J. Zahradníček).

### Grafika
Během studia na jihlavské reálce se začal věnovat kresbě a malbě. Z tohoto období se dochovala olejomalba Portrét otce (1911). Navázal kontakty se členy skupiny Osma a Skupiny výtvarných umělců, později i se skupinou Tvrdošíjní.
Ve dvacátých letech vytvořil v souvislosti s nakladatelstvím Josefa Floriana ve Staré Říši expresionistické linoryty. Při vydávání své vlastní edice Sešitů poezie spolupracoval s J. Čapkem a V. Hofmanem. V letech 1927–29 vystavoval svoje kresby, pastely a lepty na několika výstavách ve Francii, kde bylo jeho dílo velmi dobře přijato. Výtvarná tvorba pro něj v tomto období znamenala hlavní zdroj obživy.
V roce 1933 si Bohuslav Reynek poprvé vyzkoušel techniku suché jehly. Tyto grafiky začínají od té doby nad kresbami uhlem a pastelem převažovat. Mezi lety 1933–1971 tak vytvořil více než šest set grafických listů technikou suché jehly nebo leptu (tj. tiskem z hloubky).
Ve třicátých letech dominuje v jeho grafikách krajina, až od roku 1939 se výrazněji uplatňují motivy biblické. Za druhé světové války jsou nejčastějšími motivy ukřižování, pieta, zapření sv. Petra. Z této doby je také Pašijový cyklus. Nejvýznamnější část Reynkova grafického díla vzniká v 50. a 60. letech, např. cyklus Job (1948–49), cyklus Don Quijote (1955–60) a množství dalších grafik.
Stejně jako básnická tvorba i tvorba grafická došla plného oficiálního uznání až po pádu komunistického režimu v 90. letech.

## Ukázka z básnického díla
Mrtvá kočka
Vrak z bídy břehu,

vychrtlá, malá

kočka tu leží.

Teplou a svěží

rozdala něhu.
Smutně tu čeká

na krůpěj mléka

od luny a sněhu.

Noc po sobotě,

zima je, svítá

luna kamenitá.

Stydne mrtvé kotě.
Čí vina je smyta?

## Zhudebnění díla
Básně Bohuslava Reynka zhudebnili například:
- Iva Bittová: Iva Bittová, Pavian Records, 1991 – píseň Adventní
- Iva Bittová: Ne, nehledej, BMG Ariola ČR/SR, 1994 – píseň Blázen
- Pluto: Tři – písně Země pokladů, Vítr v mracích a Masopust
- Kopir Rozsywal Bestar: Kopir Rozsywal Bestar – písně Žáby a Zimní krajina
- Ondřej Metyš: Mys dobré naděje (audiokazeta)
- Iva Bittová a Vladimír Václavek: Bílé inferno, Indies Records, 1997 – písně Sirka v louži, Starý mlýn, Kdoule, Moucha a Vzpomínka
- Lukáš Sommer: Ostny v závoji – kantáta na texty Bohuslava Reynka pro recitátora, sbor a orchestr, 2008–2009, části: Sen, Mžení v prosinci, Zima a vítr, Říjen, Blázen; premiéra na festivalu Pražské premiéry 2009
- Hukl: Reynkarnace, Indies Scope, 2007
- Vladimír Václavek: Písně nepísně, Indies Scope, 2003 – písně Blázen a Odlet vlaštovek
- Karel Vepřek: Artinodhás, Indies Scope, 2004
- Vladimír Václavek: Jsem hlína, jsem strom, jsem stroj, Indies Scope, 2005 – píseň Opuštění
- Karel Vepřek: Želví sny, Indies Scope, 2009
- Karel Vepřek: Najdem den, Indies Scope, 2010 – píseň Měsíc a jíní
- Jiří Schneider – skupina Ejhle: básně ze sbírky Odlet vlaštovek, 2011[4]
- Ondřej Škoch – projekt Nitky – CD NITKY r. v. 2003
- Utlučtumůru – Kopce jsou lysé, sníh hoří, Blázen jsem ve své vsi – 1999
- Transitus Irregularis – Pod prahem svítá, 2012
- zhudebňování textů Bohuslava Reyneka se věnuje vlašimská hudební skupina Nazdárci
- Safenat Paneach: Safenat Paneach, 2016 – písně Úzkost, Útočiště/Povzdech (včetně básně Soumrak), Štěstí

## Zastoupení ve sbírkách (výběr)
- Galerie výtvarného umění Havlíčkův Brod
- Galerie Vysočiny, Jihlava
- Muzeum literatury, Praha
- Muzeum umění a designu Benešov
- Národní galerie v Praze

## Galerie

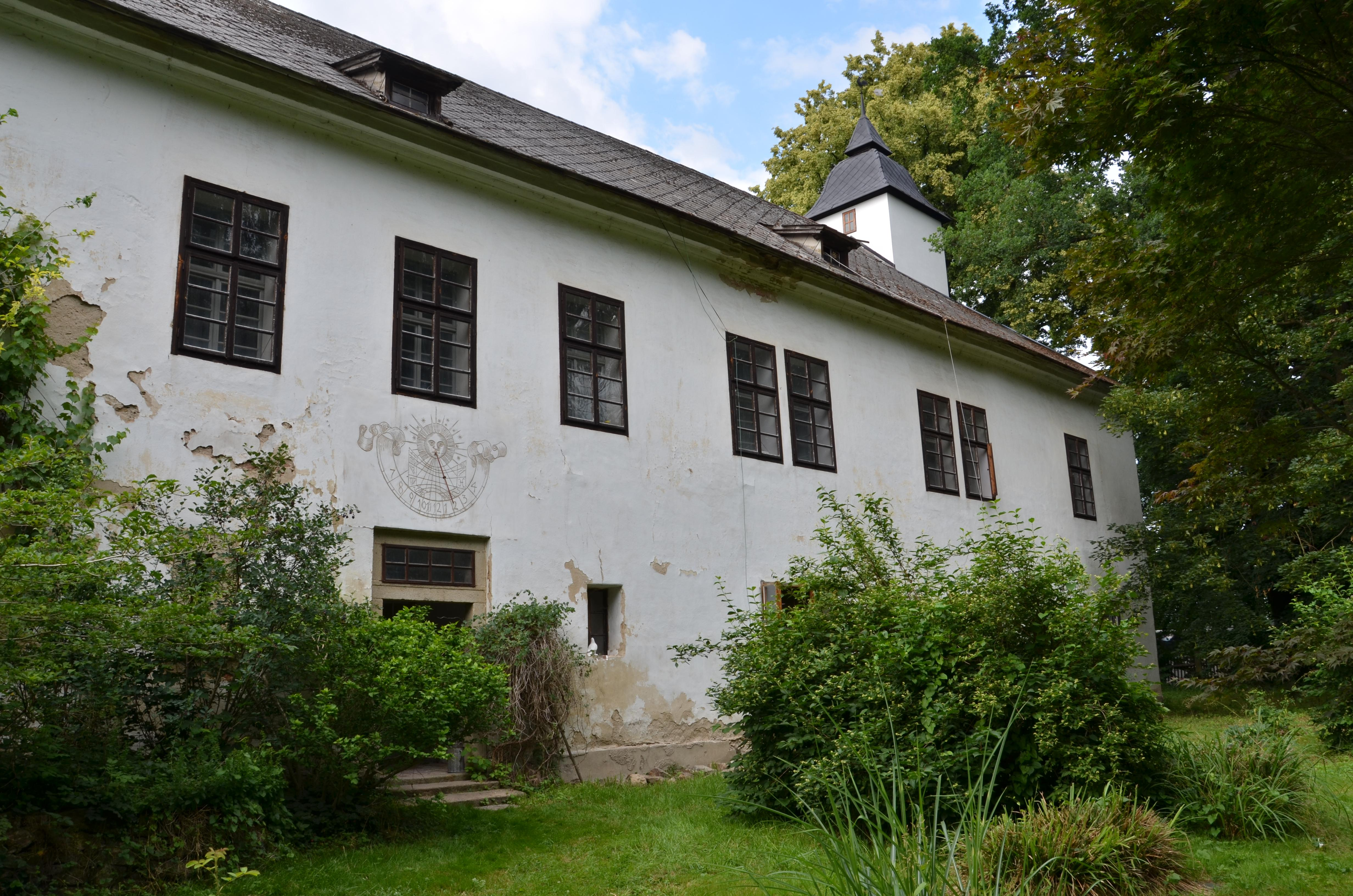
Statek Bohuslava Reynka, Petrkov
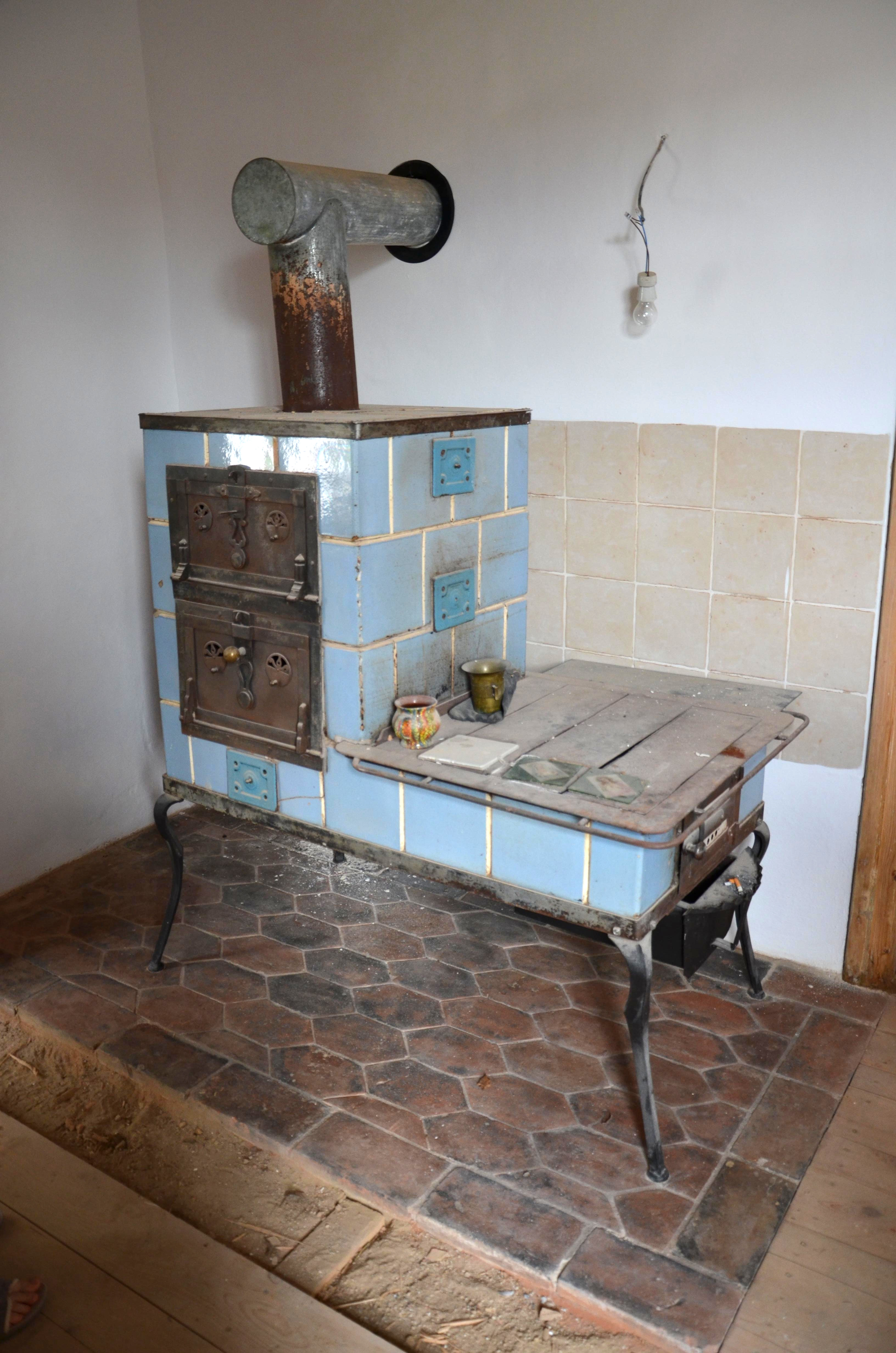
Kamna Bohuslava Reynka na statku v Petrkově
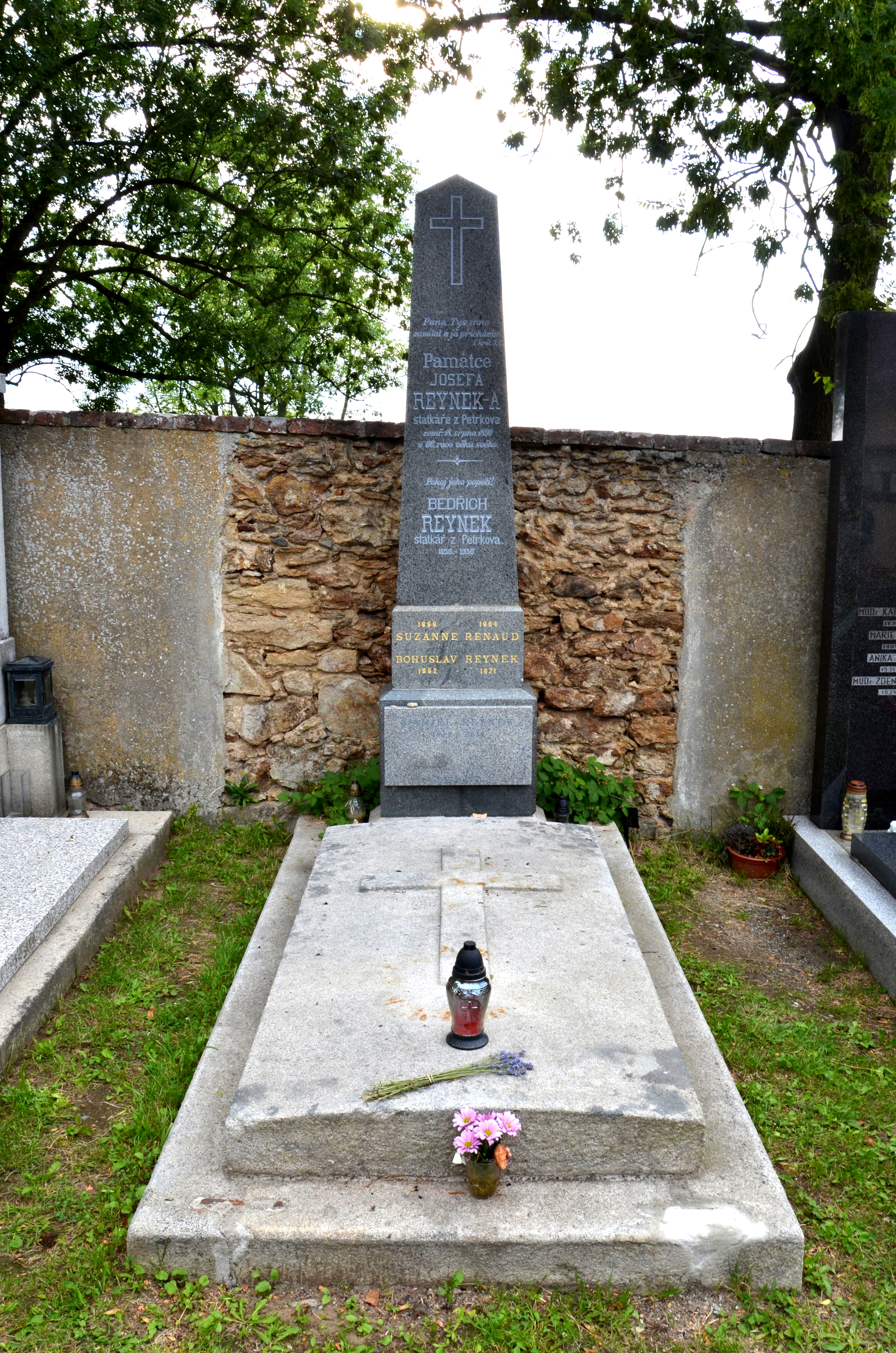
Hrob Bohuslava Reynka